# نور أباد (قنبد قابوس)
نور أباد (بالفارسية: نورآباد) هي قرية تقع في غلستان في إيران. يقدر عدد سكانها بـ 799 نسمة .